# Lima (cor)
Lima é uma cor entre o amarelo e o verde, assim nomeada porque é uma representação da cor do fruto citrino chamado lima. É a cor que fica entre a cor chartreuse e o amarelo no círculo cromático. Lima é uma cor 25% amarela e 75% verde.

## Lima (HTML/CSS) Verde (x11)
A cor lima do tripleto hexadecimal corresponde, na verdade, ao verde primário do sistema RGB - tem um código HTML diferente (#00FF00). Uma amostra é aqui apresentada à direita.

## Verde-lima
À direita está representada a cor verde-lima no tripleto hexadecimal.

## Lima-eléctrico
Aqui, à direita, apresenta-se a cor lima-eléctrico. É uma cor Crayola criada em 1990 e muito usada em arte psicadélica.